# Abbaye de Knechtsteden
L'abbaye de Knechtsteden (allemand : Kloster Knechtsteden) est une ancienne abbaye de Prémontrés sise à l'ouest de Dormagen (secteur de Delhoven), en Rhénanie-du-Nord-Westphalie (Allemagne), devenue depuis la fin du XIXe siècle une maison de Spiritains, qui y ont installé leur scolasticat. En plus des religieux, les bâtiments abritent actuellement un gymnasium.

## Histoire
- 1130 : à l'initiative de l'archevêque de Cologne, Frédéric Ier de Schwarzenburg, les Prémontrés reçoivent Knechtsteden du doyen de la cathédrale, le comte Hugo von Sponheim.
- 1138 : faisant venir des matériaux des montagnes de l'Eifel et des Siebengebirge par transport fluvial sur le Rhin, ainsi que de Dormagen, les moines construisent l'abbatiale. Très vite, les pèlerins affluent, et il faut construire un hospice pour les accueillir. Quarante abbés vont se succéder à la tête du monastère, dont l'histoire est marquée par une épidémie de peste et deux destructions :
  - 1288 : destruction à la suite de la bataille de Worringen
  - 1474 : destruction dans le cadre du conflit ecclésiastique de Cologne, dont les conséquences durent jusqu'à la mort de l'archevêque Robert du Palatinat
- 1723 : Le XVIIIe est une époque de prospérité, dont témoigne la construction de la tour-porche

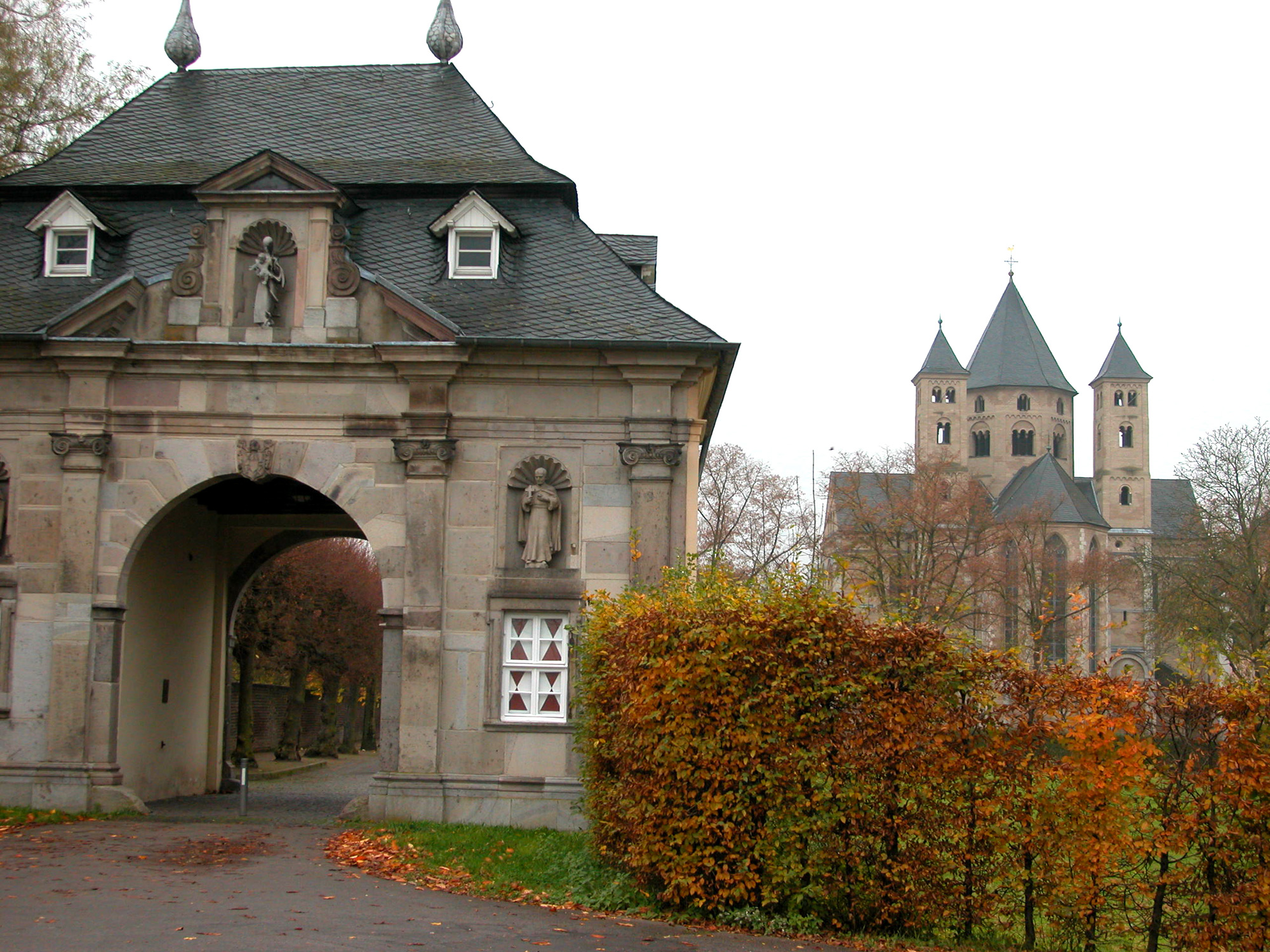
La tour-porche vue de l'est avec la basilique au fond
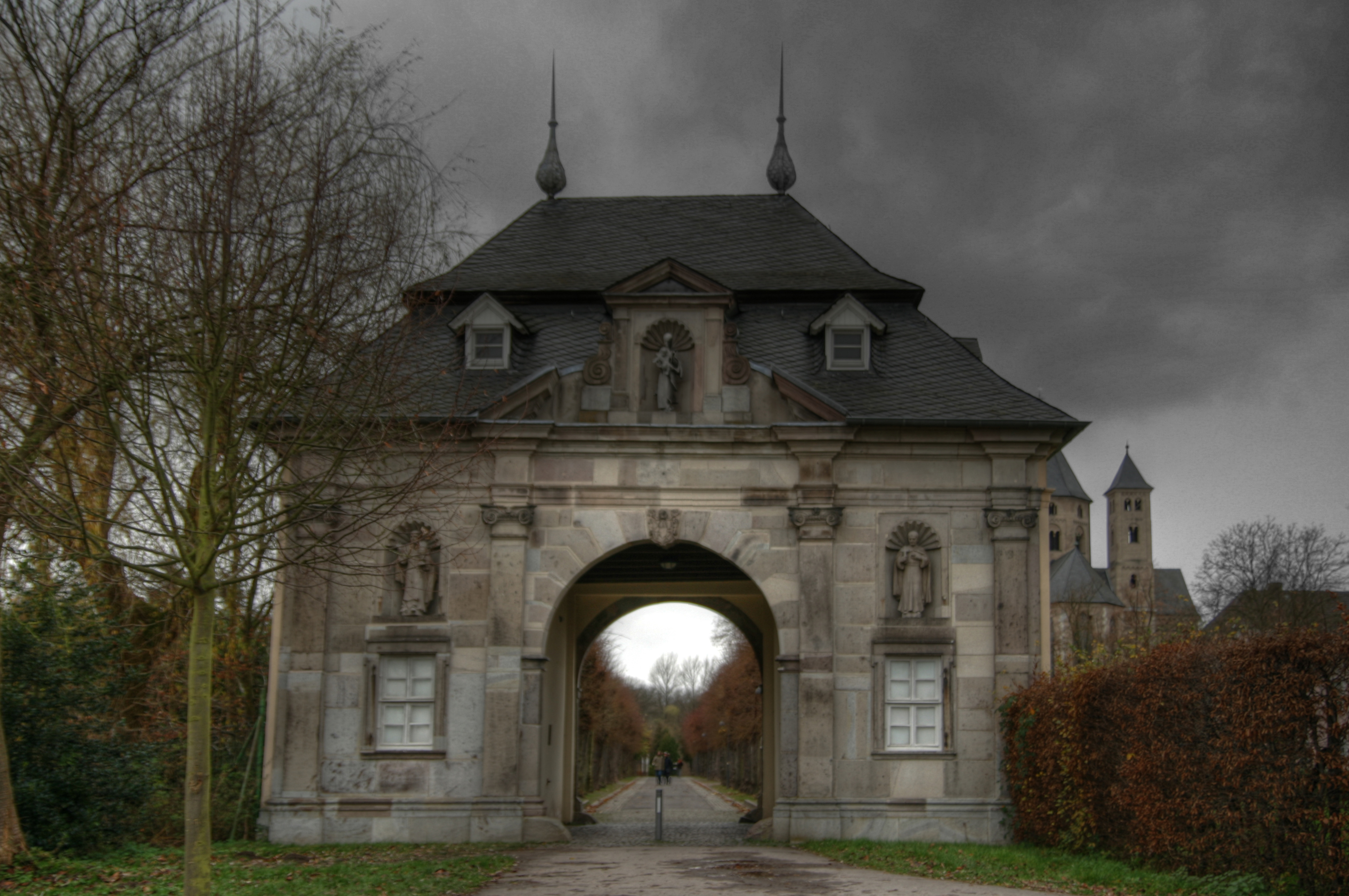
La tour-porche vue de l'est
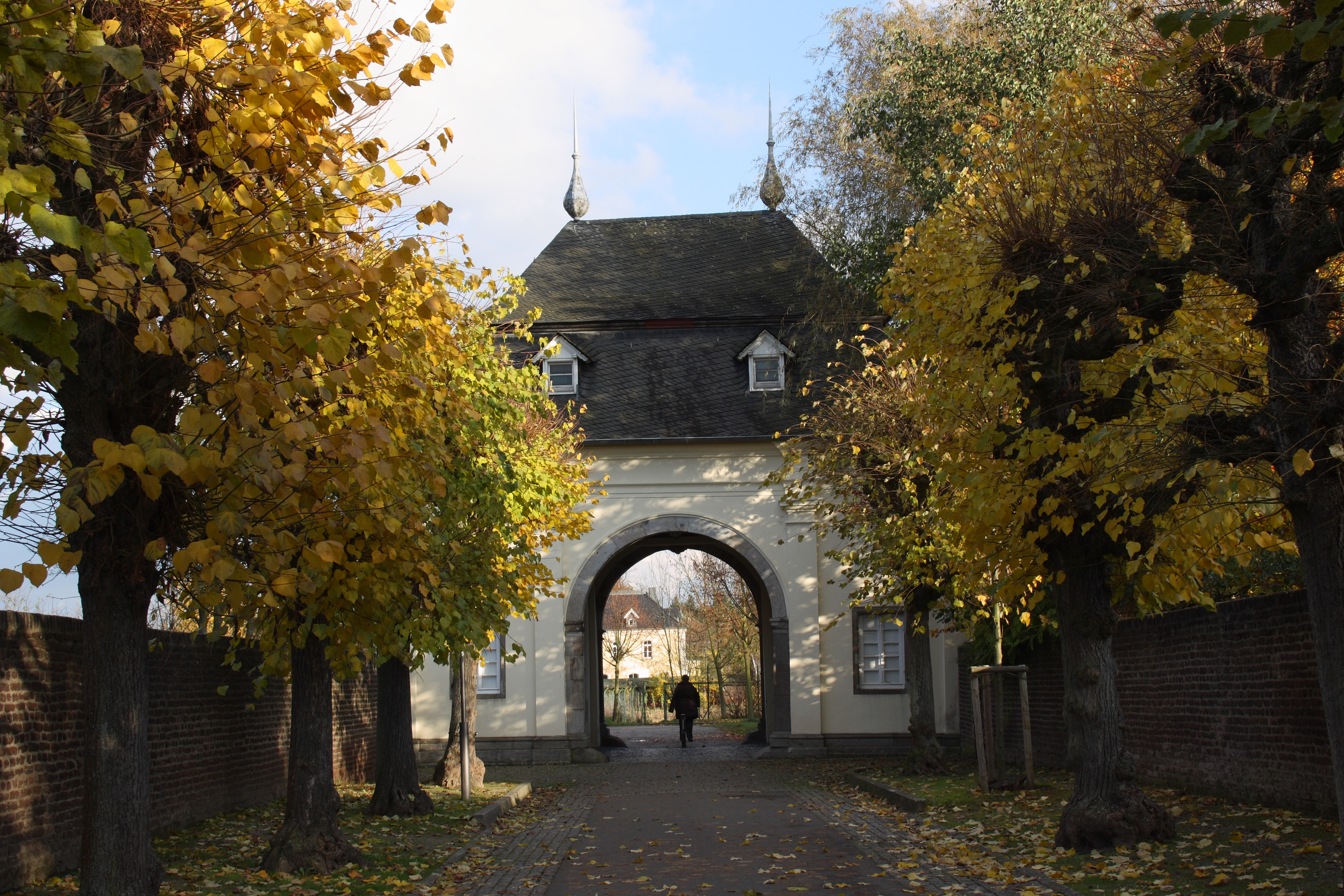
La tour-porche vue de l'intérieur (de l'ouest)

- 1801 : les Prémontrés fuient devant les troupes de Napoléon. Le monastère est pillé par la population des environs, puis Napoléon en décrète la sécularisation. Un moine fut nommé comme procureur, Winand Kayser, afin de chercher à récupérer les bâtiments en les louant ou en les achetant. À sa mort en 1842, commença une odyssée de propriétaire en propriétaire, jusqu'à l'acquisition par les services des pauvres de la ville de Cologne, qui prévoyait d'en faire un hôpital.
- 1869 : l'incendie, peut-être provoqué par la négligence d'un ouvrier agricole, réduisit l'ensemble à l'état de ruines dont le conseil municipal de Cologne cherchait à se débarrasser.
- 1895 : les ruines sont rachetées par les Spiritains, qui avaient mandaté le Père Amandus Acker pour installer une branche de leur congrégation en Allemagne. Le 25 février 1895, le ministre prussien des cultes permit l'achat de Knechtsteden en vue de la formation des missionnaires pour l'Afrique orientale allemande. Grâce au généreux soutien du Club de l'Afrique, le contrat pourrait être signé le 23 octobre 1895.
- 3 mai 1896 : consécration de l'église par le cardinal Krementz ; l'institut est florissant et abrite jusqu'à 450 personnes qui se forment en vue de la mission en Afrique.
- 6 mai 1941 : dissolution par les Nazis, qui installent un agent de la Gestapo comme gestionnaire, tout en permettant encore aux frères spiritains de demeurer dans les bâtiments et d'y poursuivre leurs travaux ; la collection ethnologique assemblée depuis la fin du XIXe fut emportée vers Berlin, mais se perdit en route.
- 1967 : malgré une affluence généreuse des candidats à la fin de la guerre, la crise des vocations des années 1960 a mené à la fermeture du scolasticat (école de théologie et de philosophie pour former les novices)
- 1974 : l'église Sainte-Marie-Madeleine-et-Saint-André est instituée basilique mineure, en raison de sa longue histoire d'accueil de pèlerins venus vénérer une image miraculeuse.
- 1996 : la maison provinciale des Spiritains s'installe à Knechtsteden. Trente religieux y résident actuellement.

## Architecture
L'église abbatiale avait été construite en style roman, selon un plan à trois nefs, les deux latérales plus basse que la nef centrale qui s'élève majestueuse en hauteur; l'ensemble est flanqué au nord d'un cloître, selon les usages des prémontrés.
Elle offre la particularité d'avoir deux absides, l'une à l'est et l'autre à l'ouest : cette dernière a subi des dégâts importants en 1474, et fut restaurée selon le style gothique de l'époque.

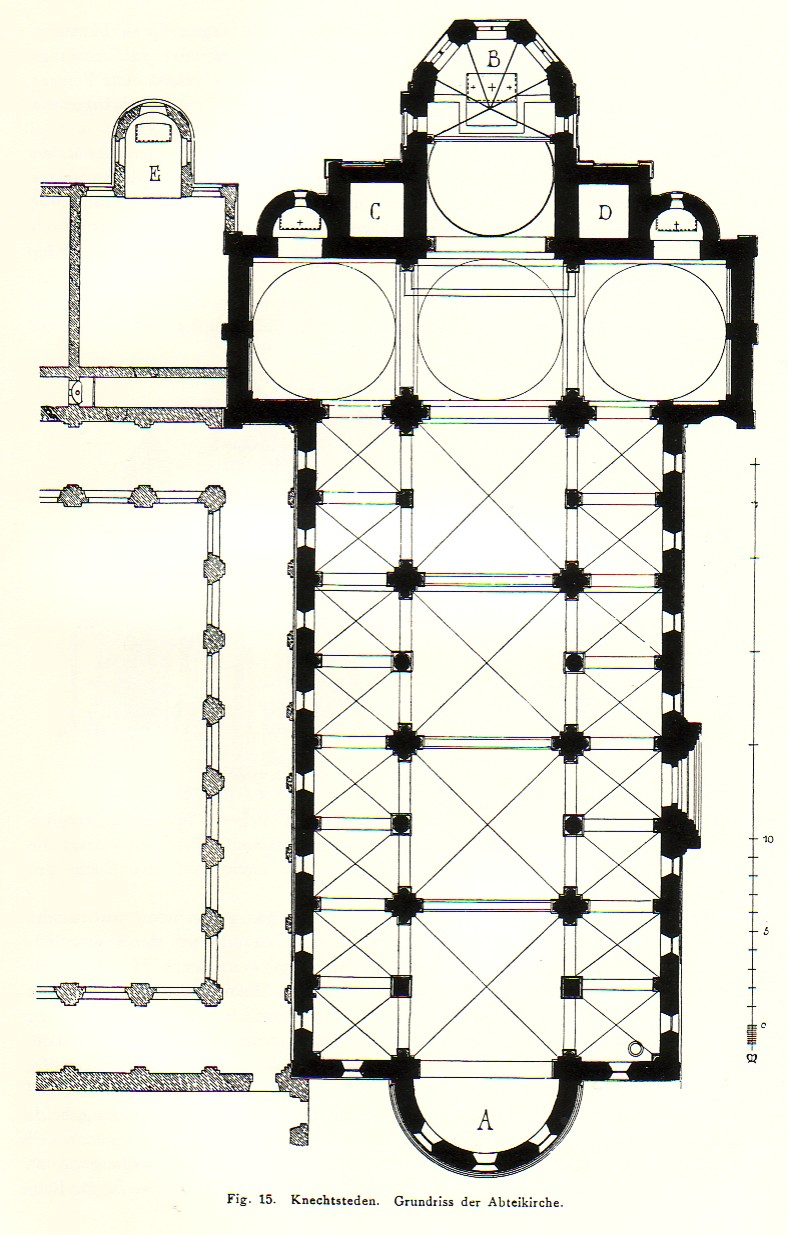
plan de la basilique
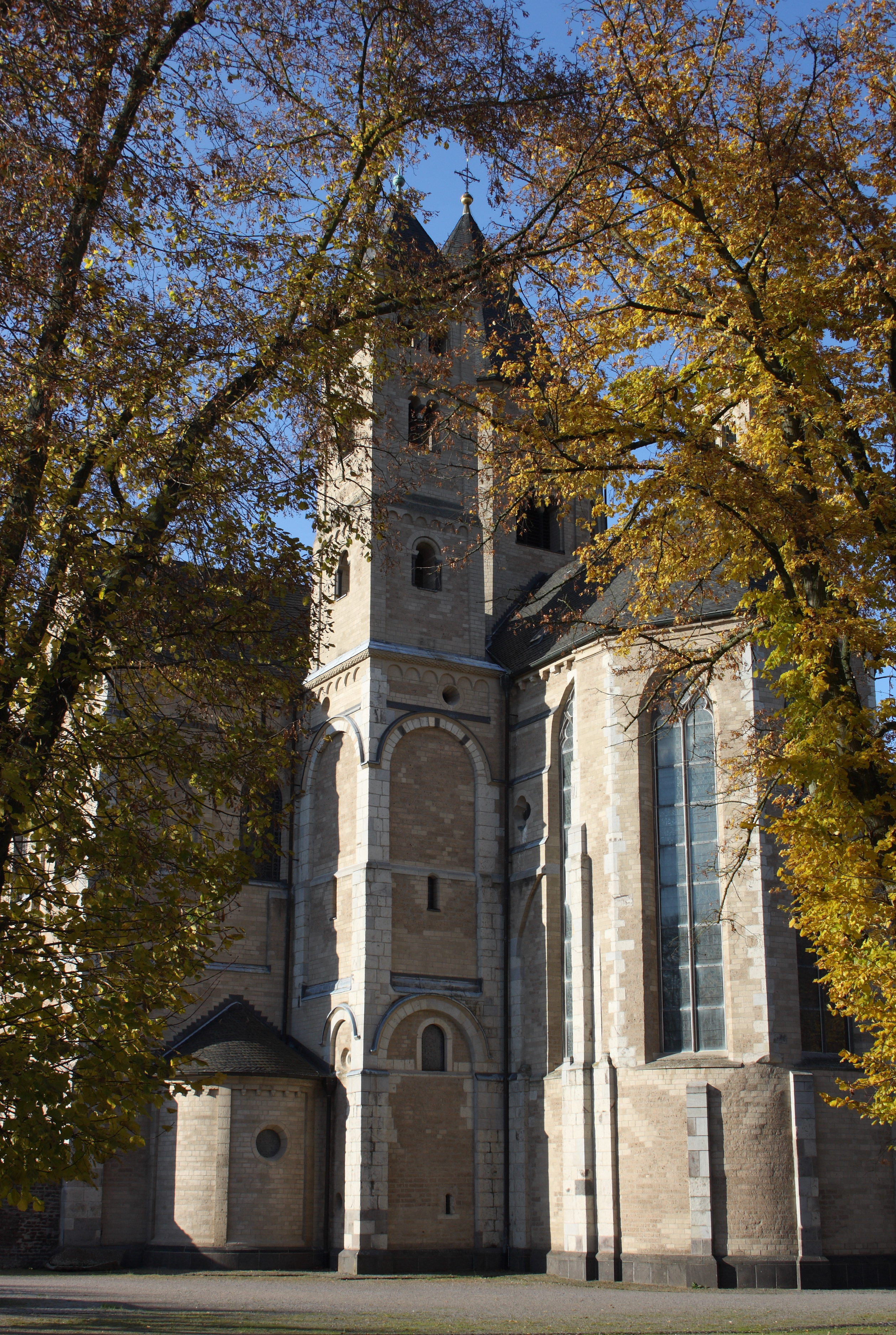
vue depuis l'est
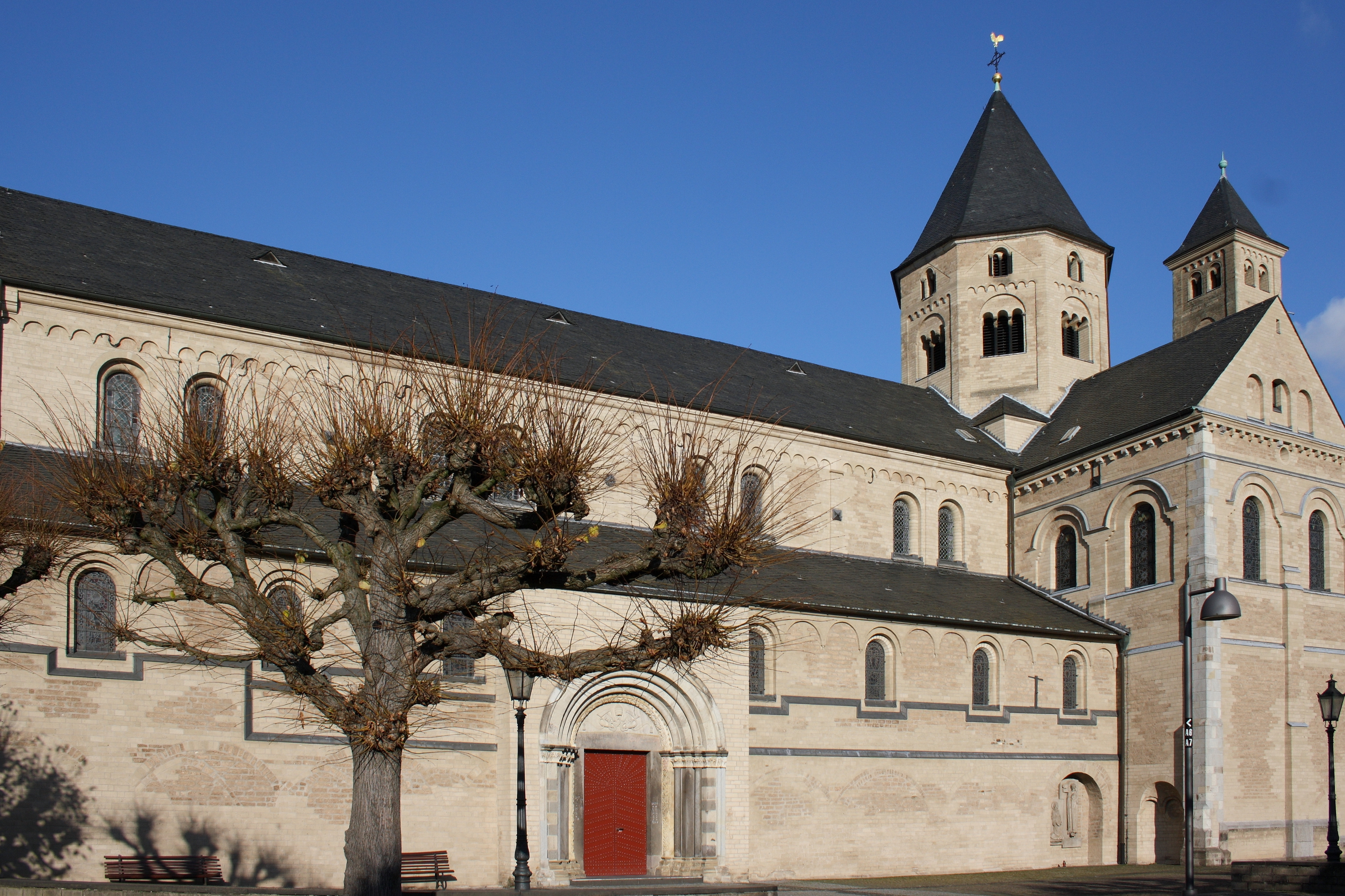
vue du sud
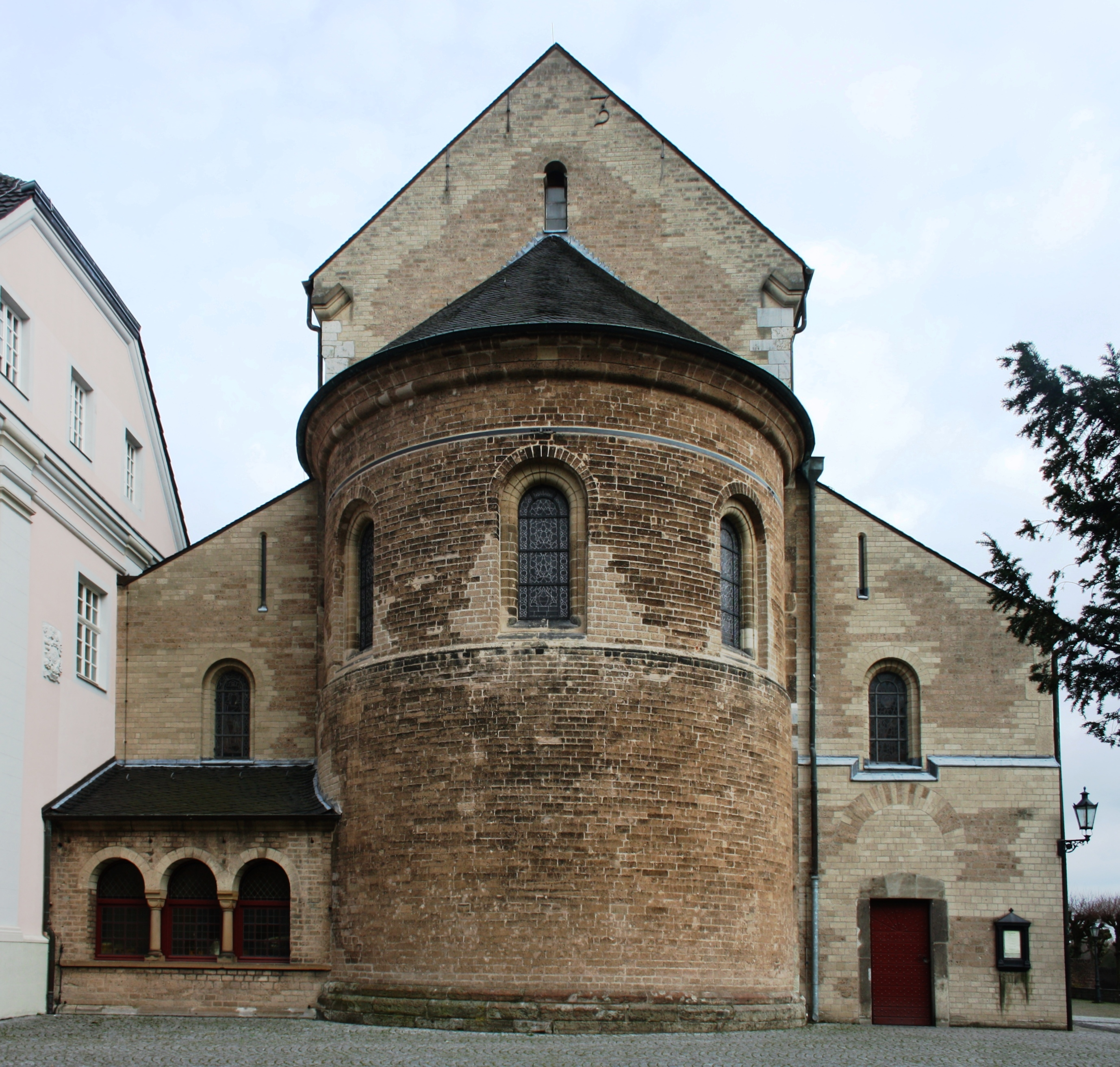
Abside ouest
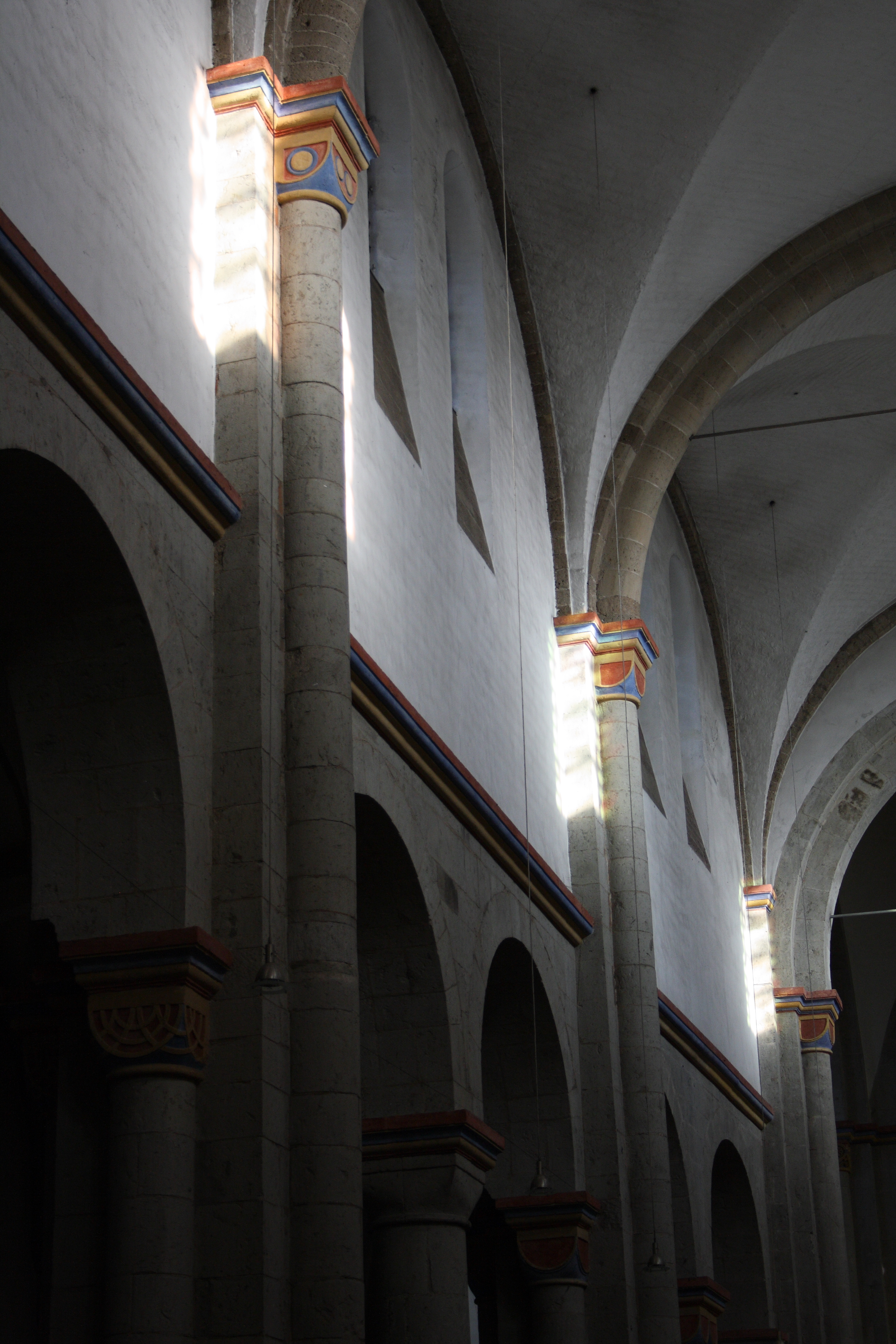
la grand nef, de côté
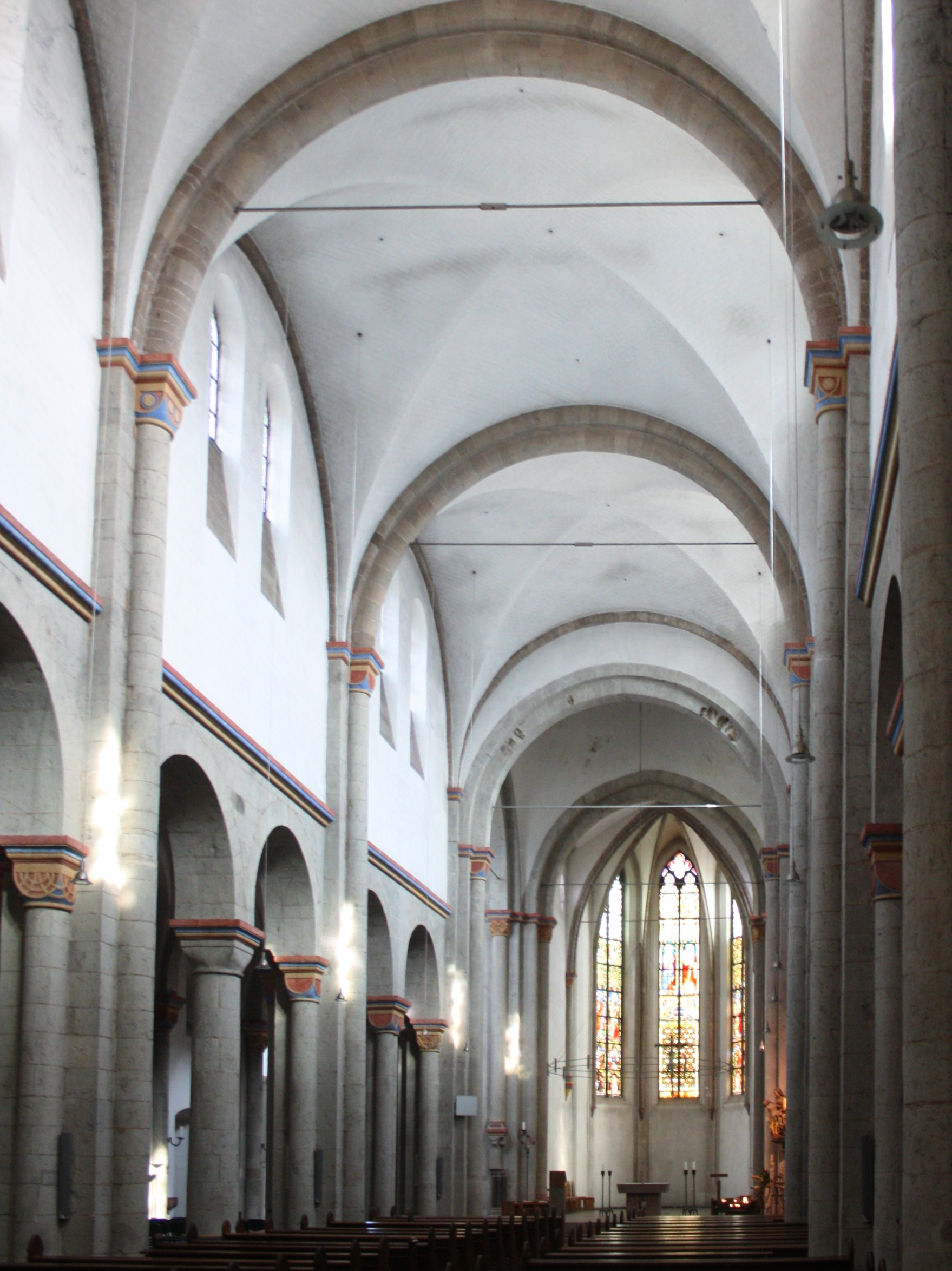
grand-nef vers l'est
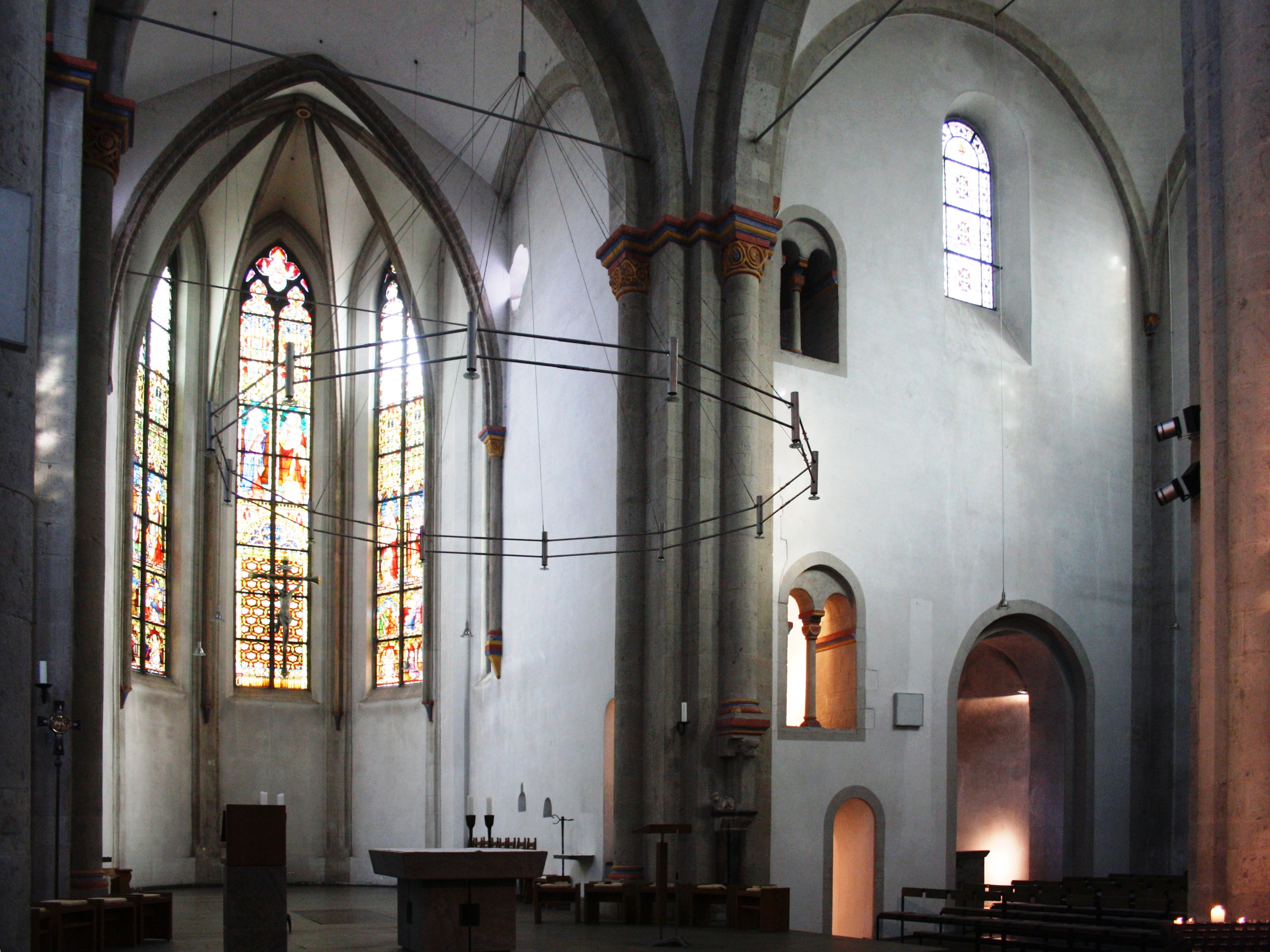
chœur et transept sud
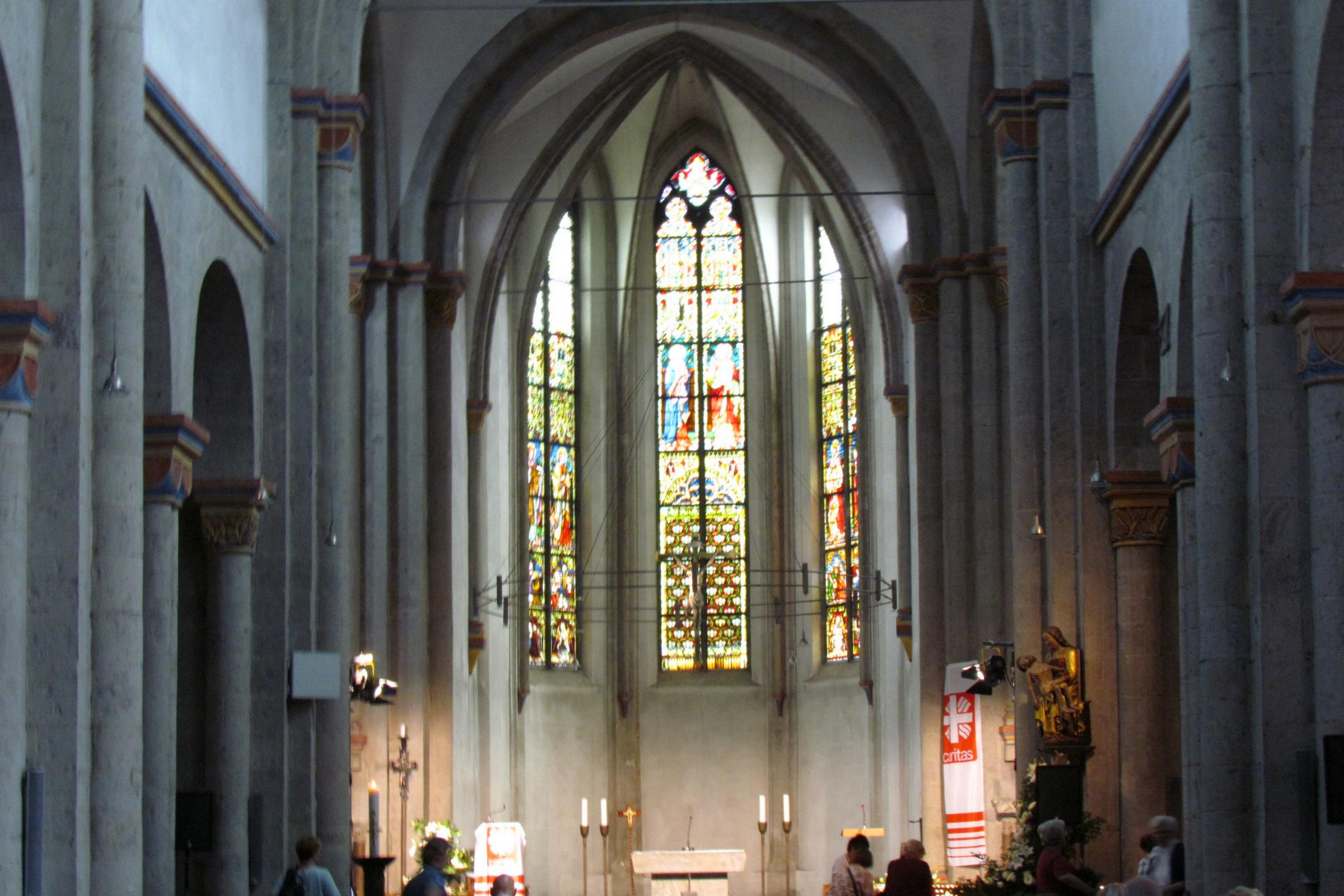
chœur

Malgré son histoire mouvementée, la basilique contient de belles reliques de l'art roman :

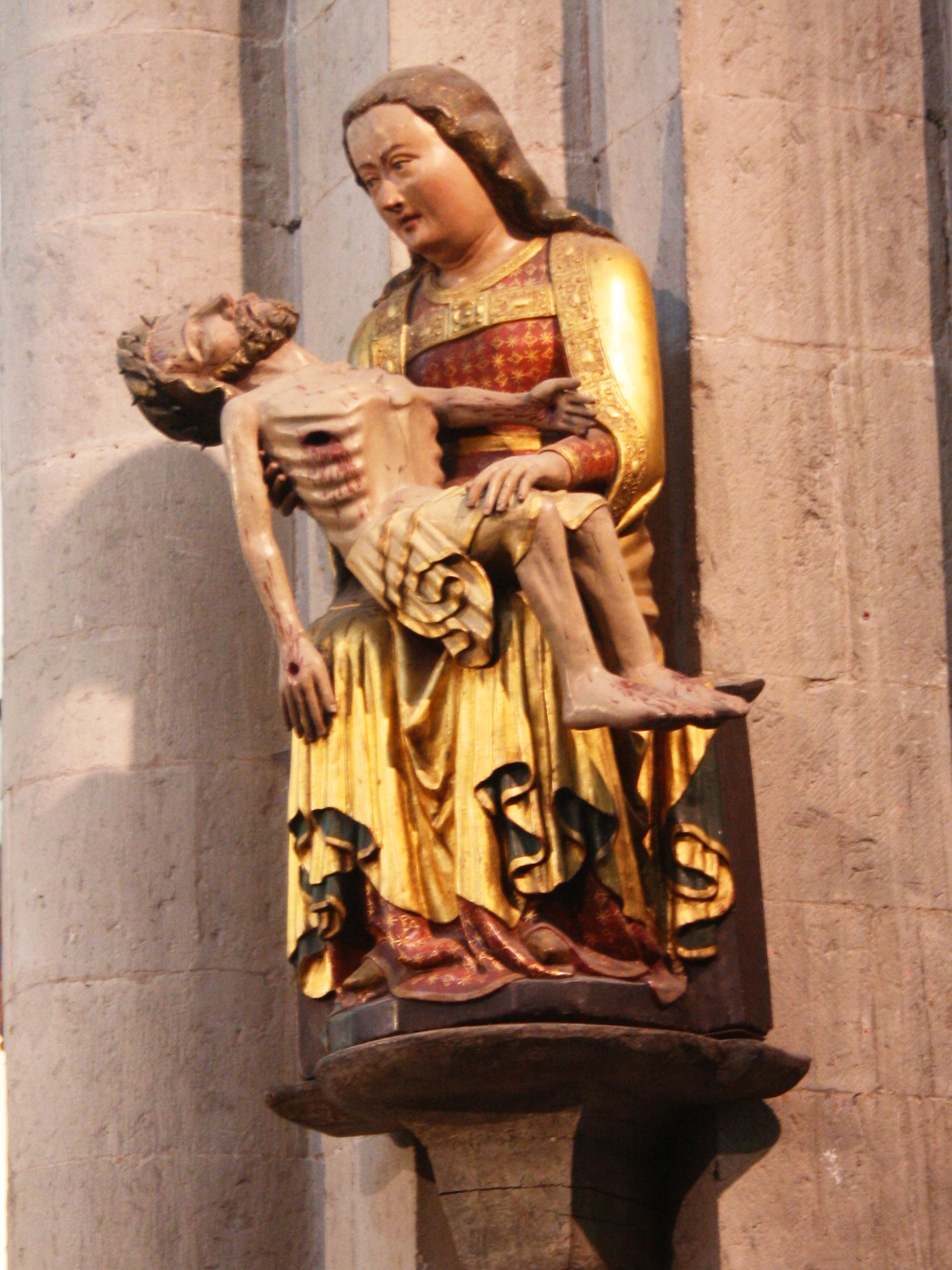
Pieta
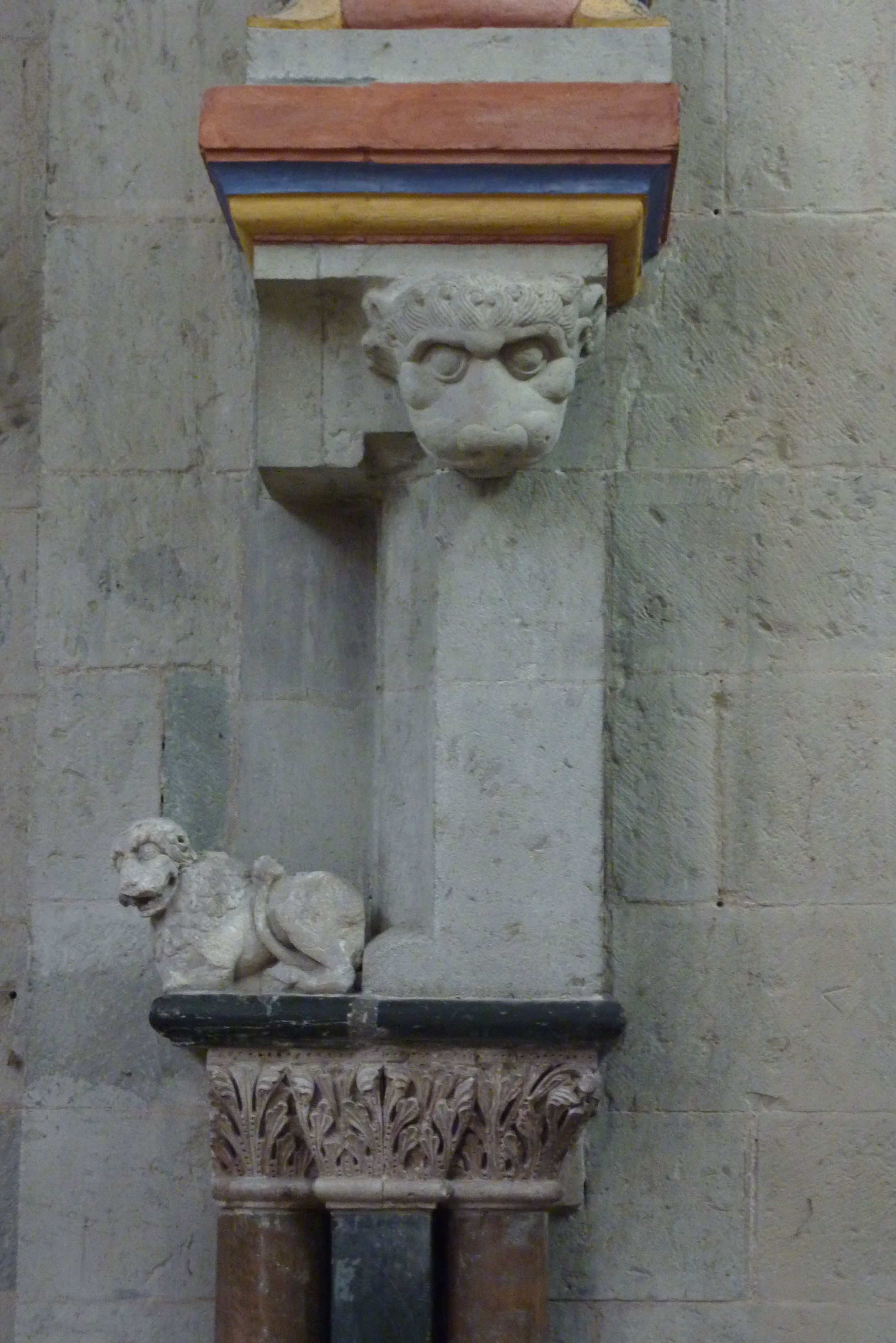
Chapiteau particulièrement travaillé
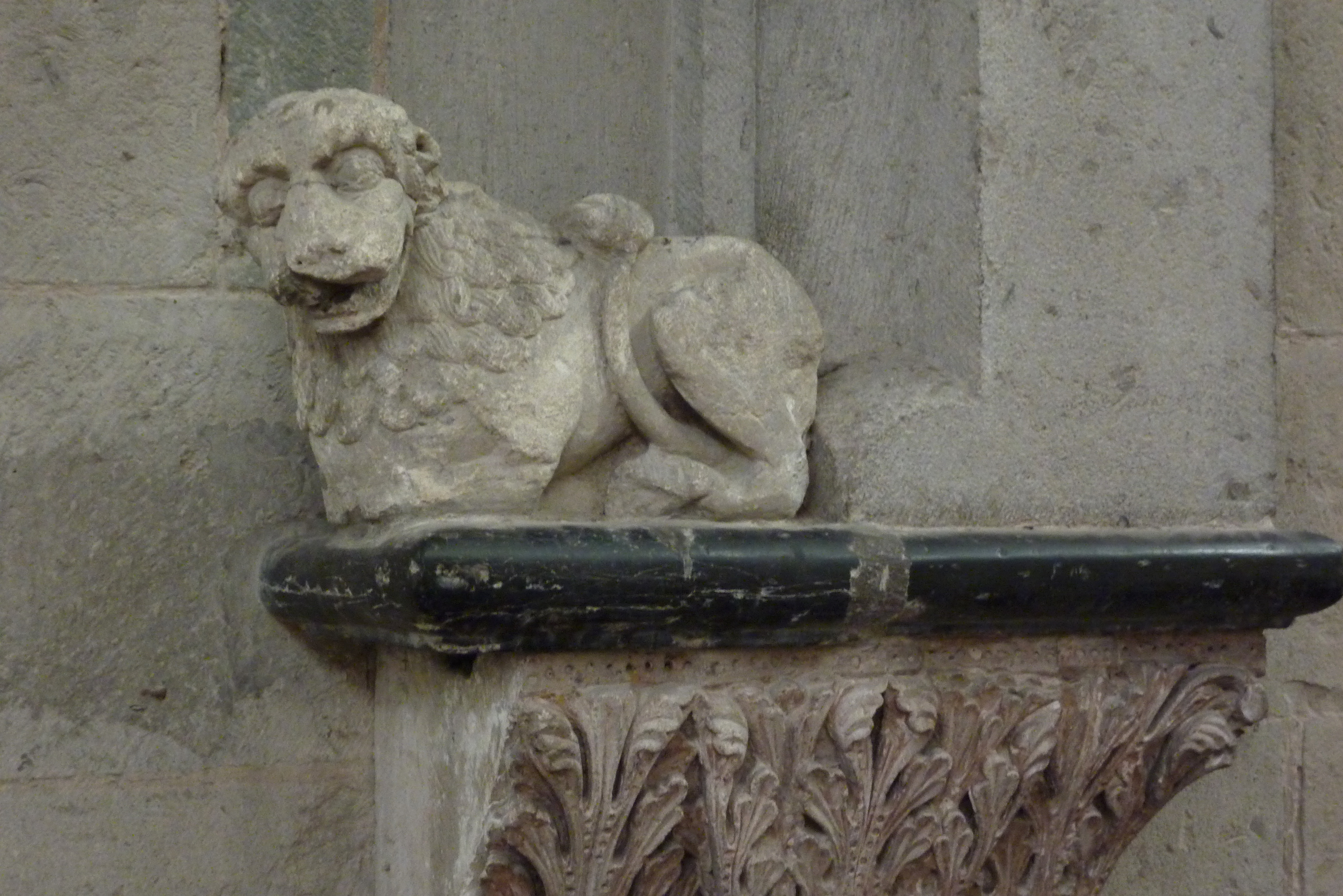
Partie inférieure du même chapiteau

Les époques successives ont apporté leur contribution, même s'il reste peu de choses des campagnes de restauration baroque :

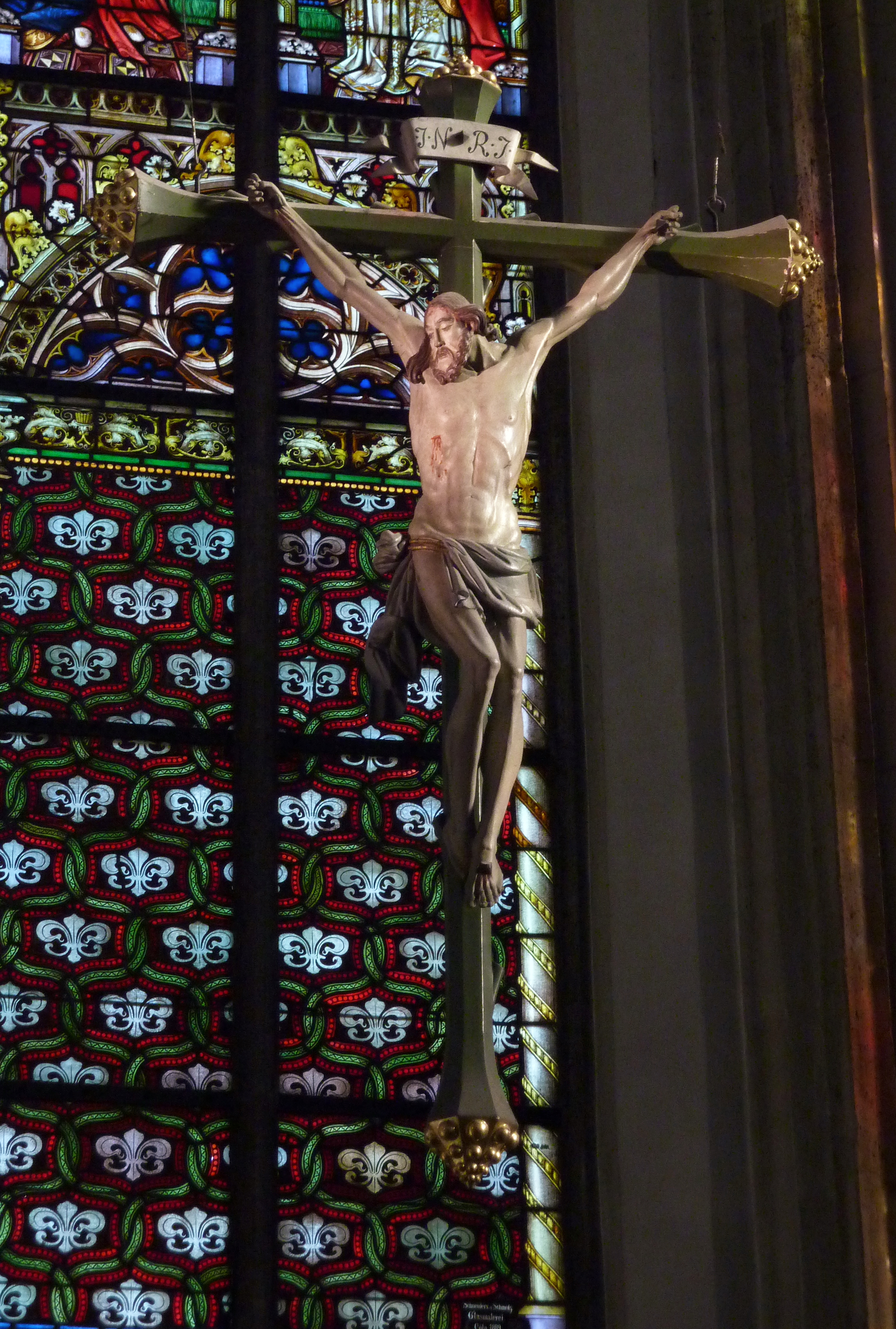
Crucifix de 1760

### Portail-sud

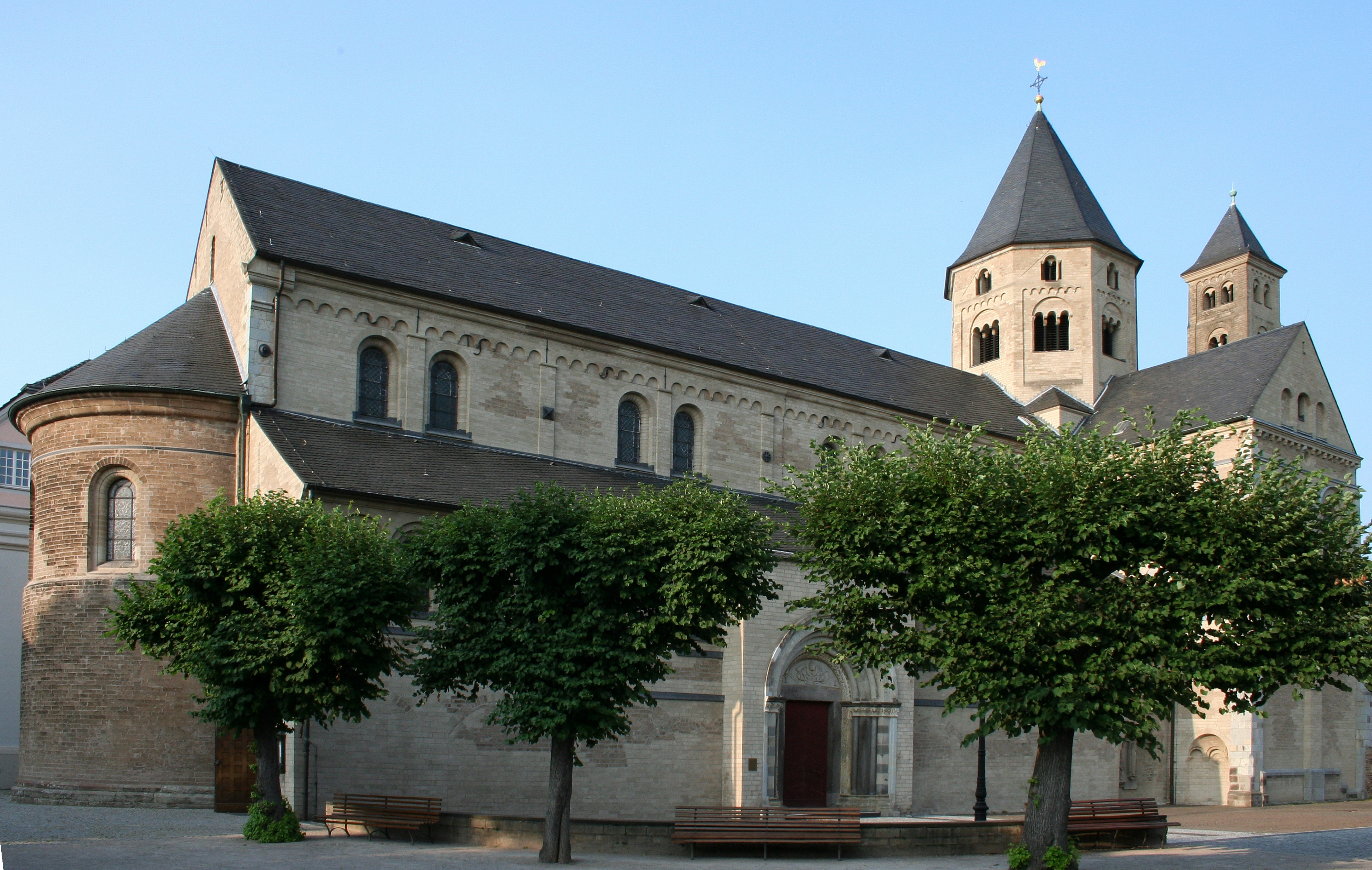
L'ensemble du côté sud
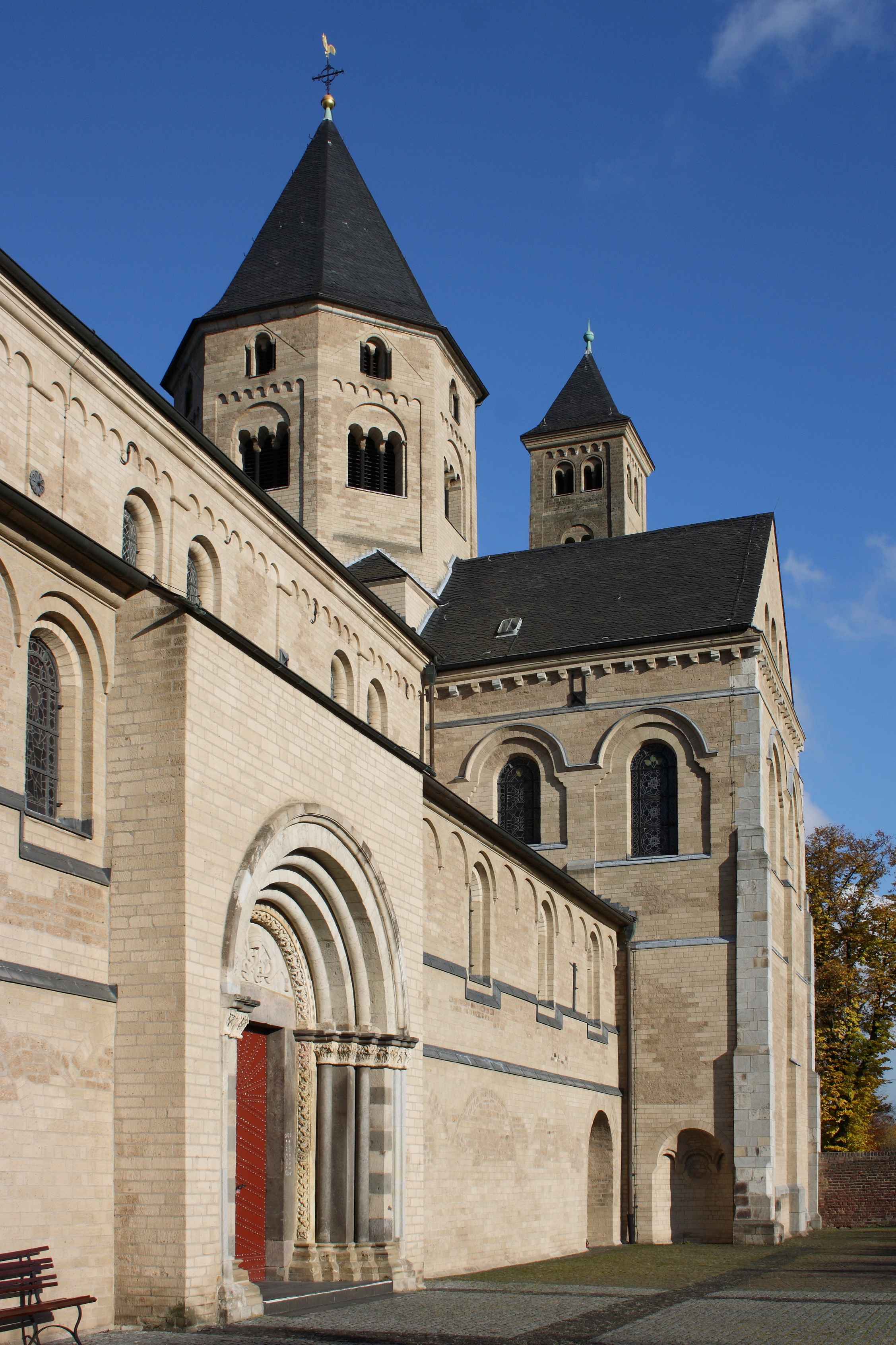
la basilique vue du Sud
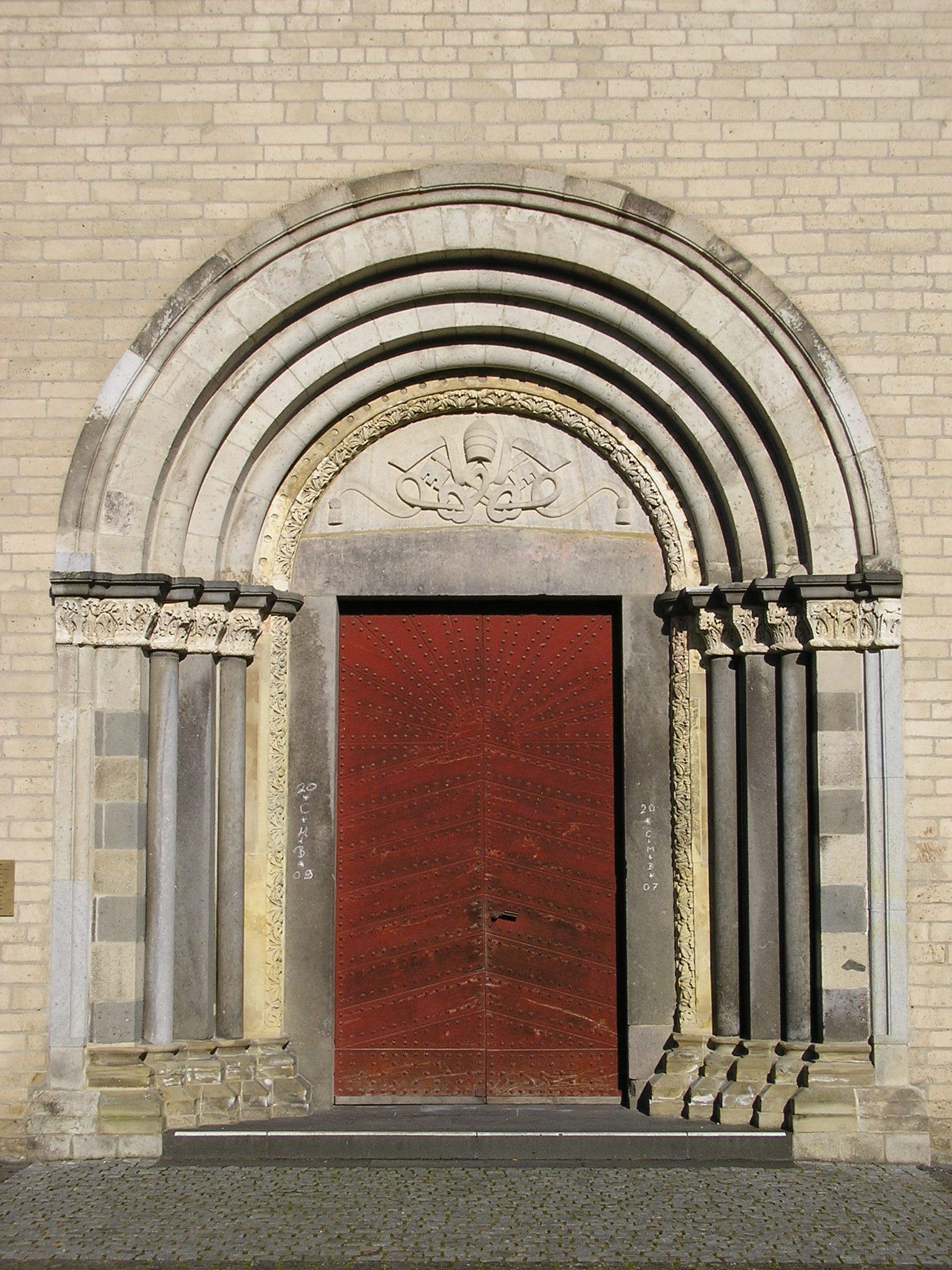
L'ensemble du portail
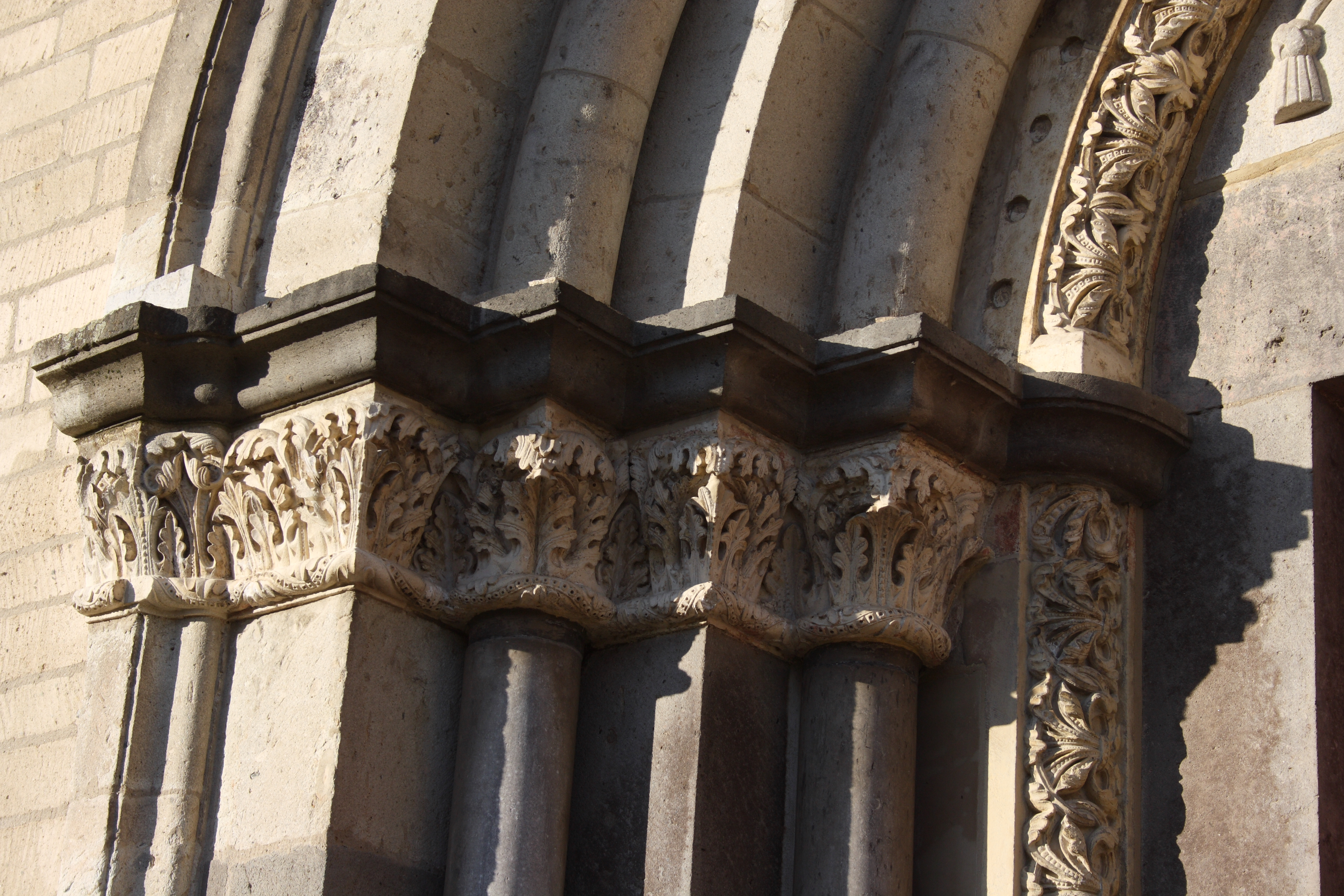
Côté gauche (ouest)
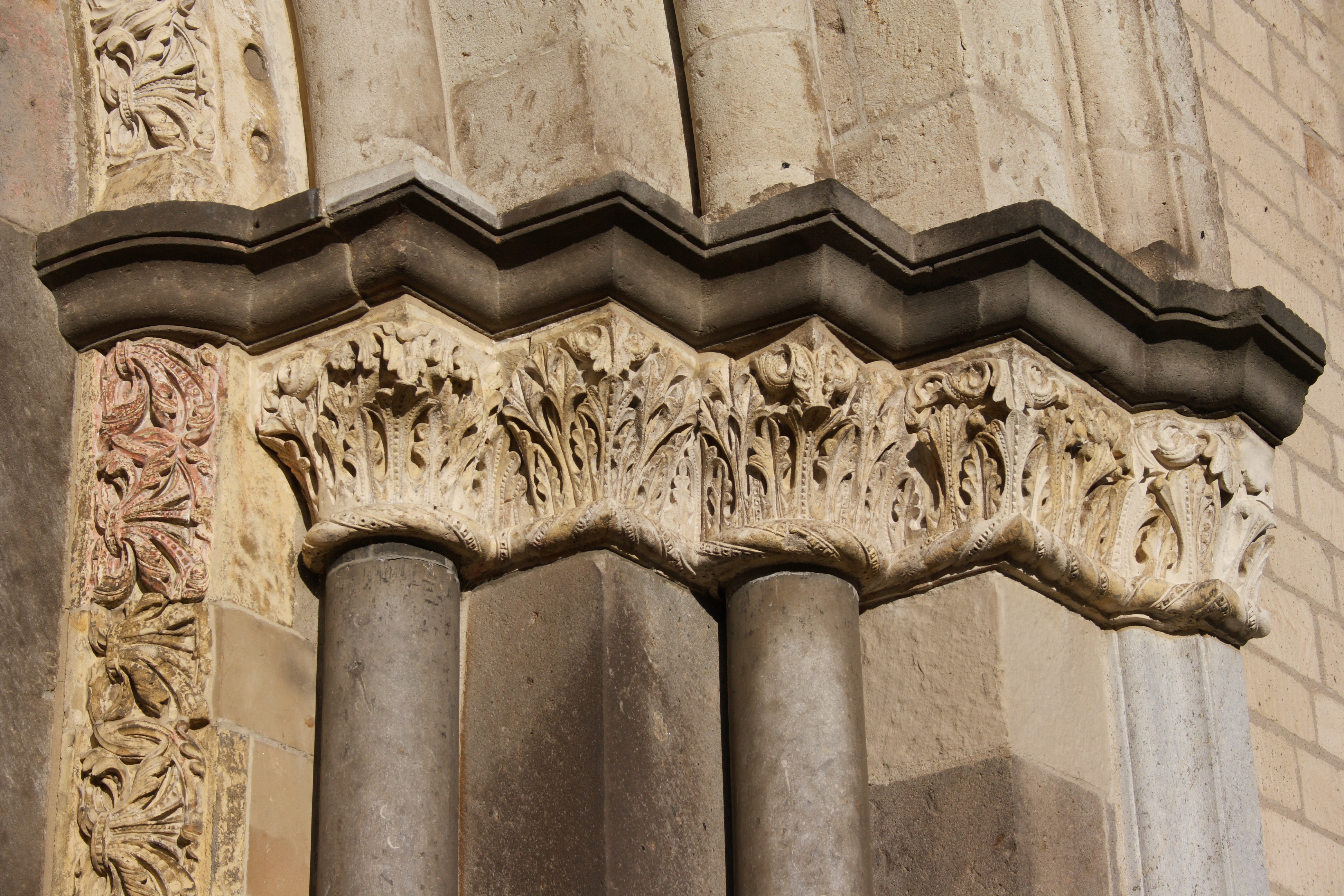
Côté droit (est)

### Bâtiments attenants

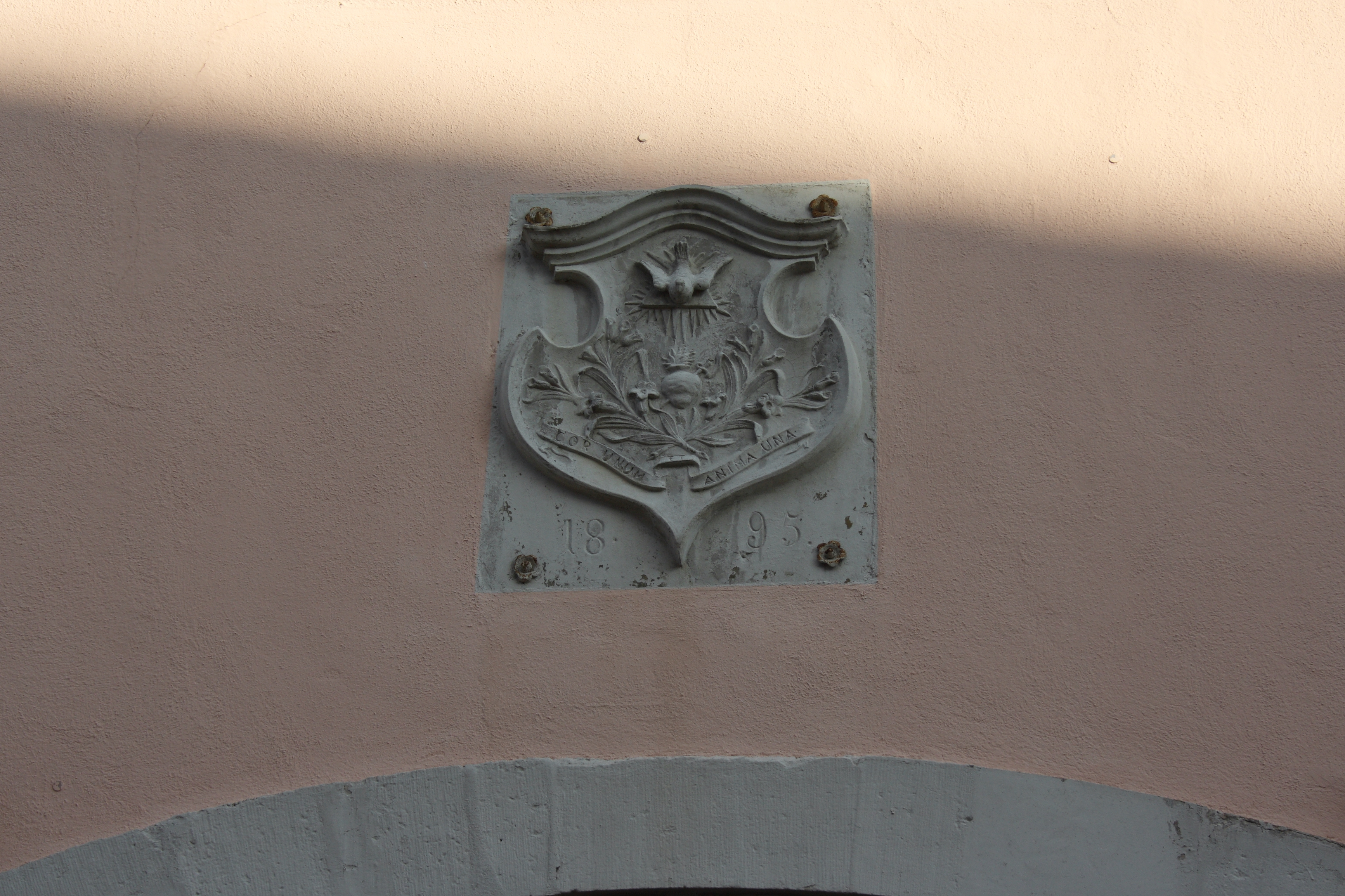
avec la date de la reconstruction (1895)
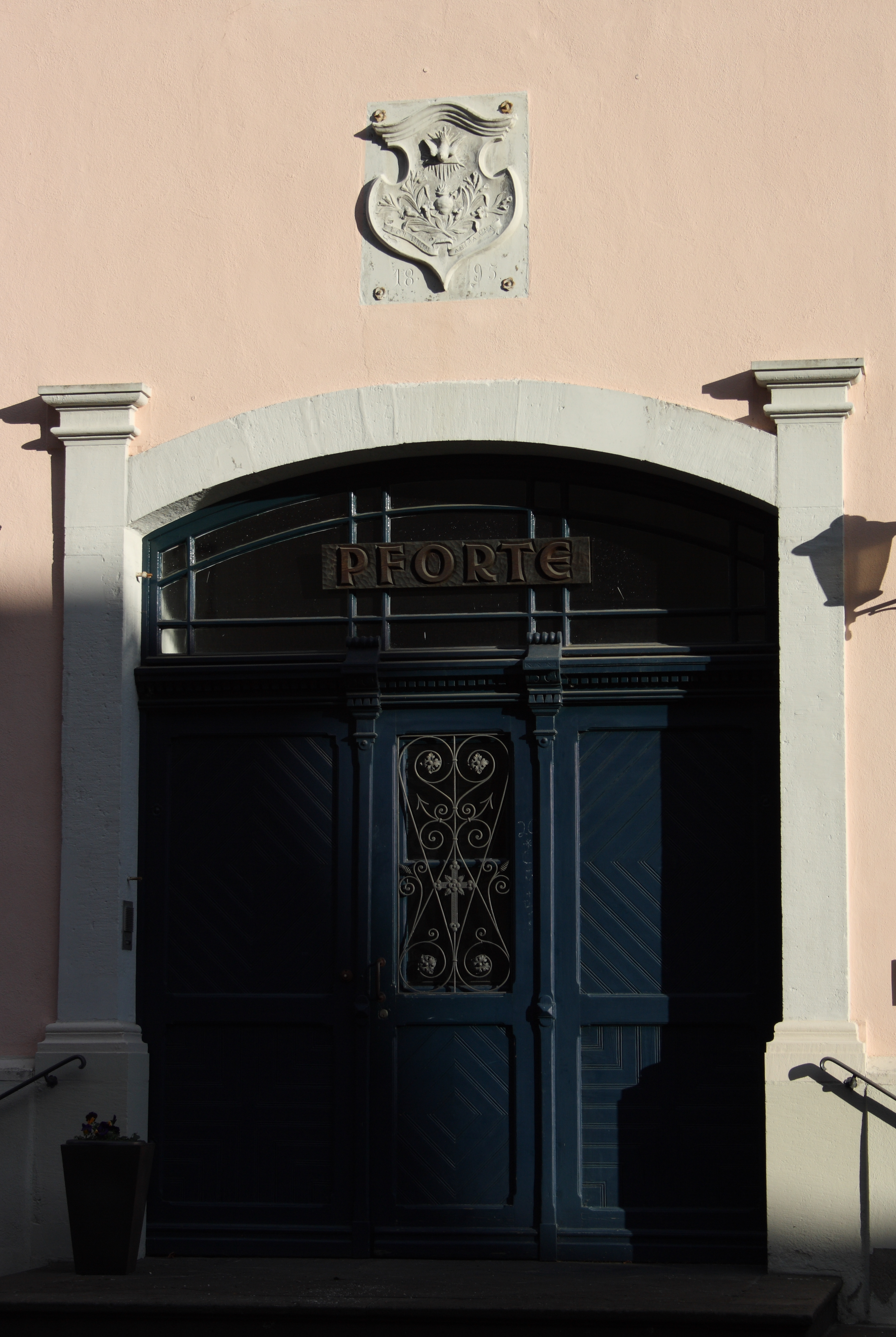
entrée
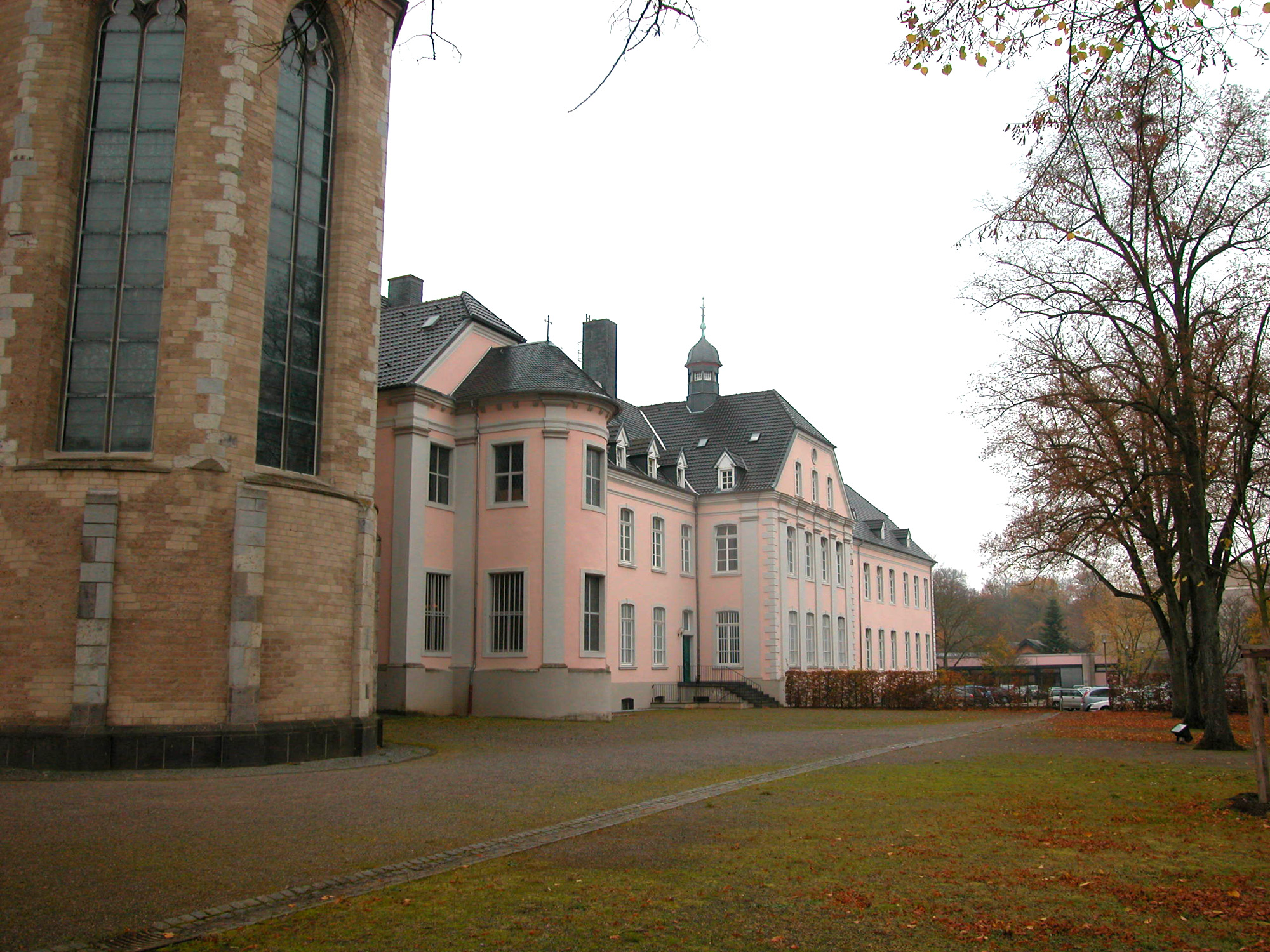
côté est
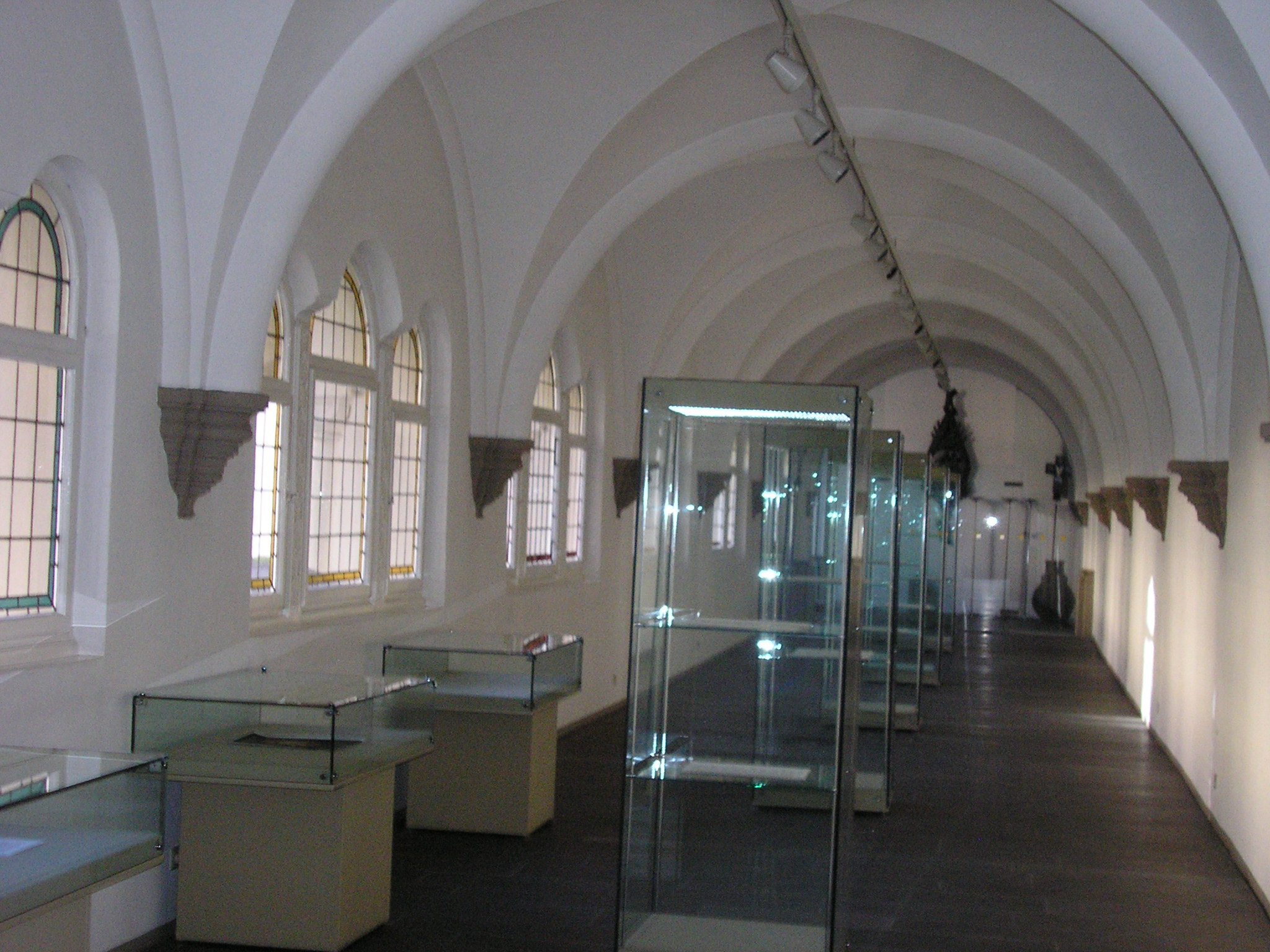
couloir d'exposition
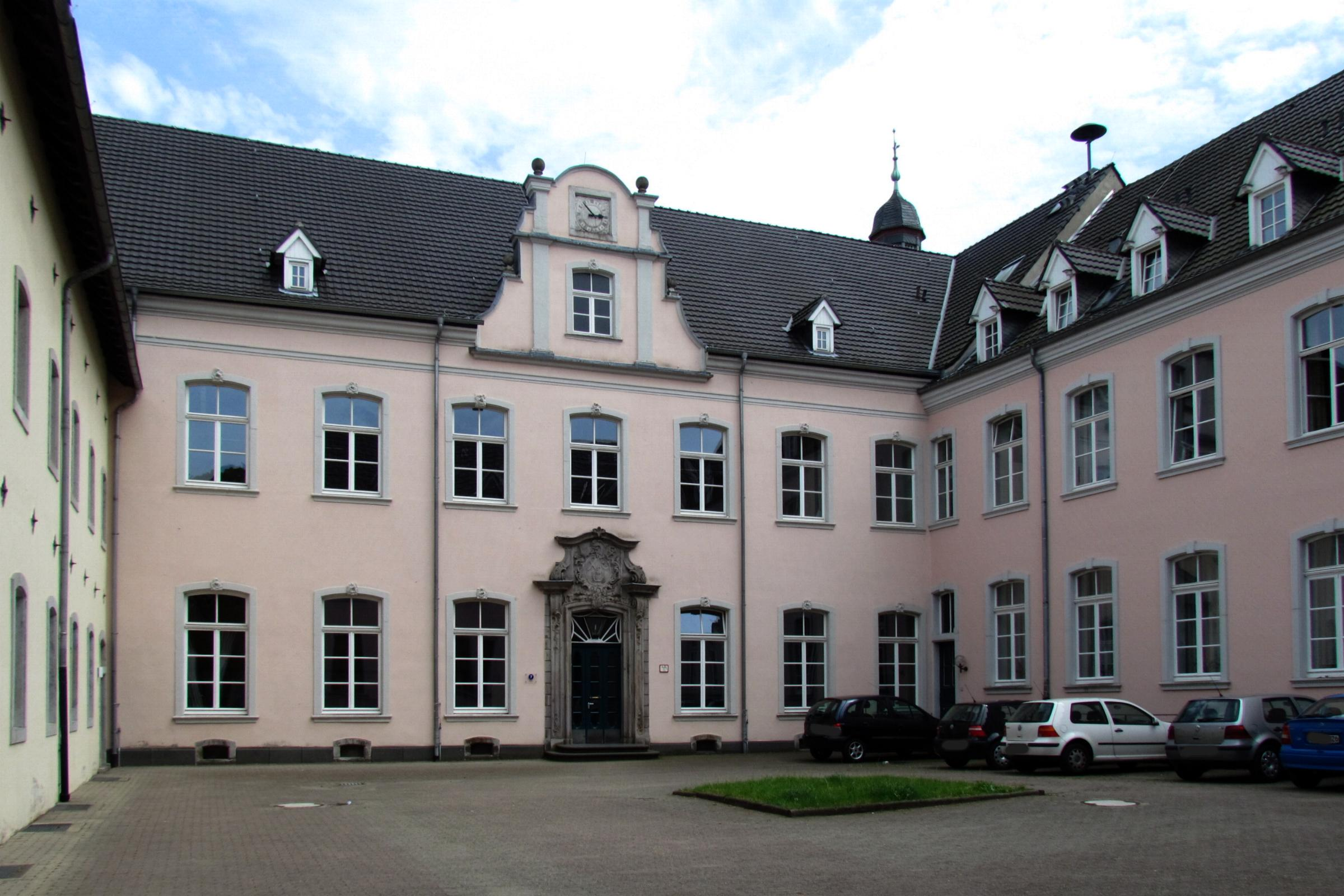
cloître attenant (style baroque)
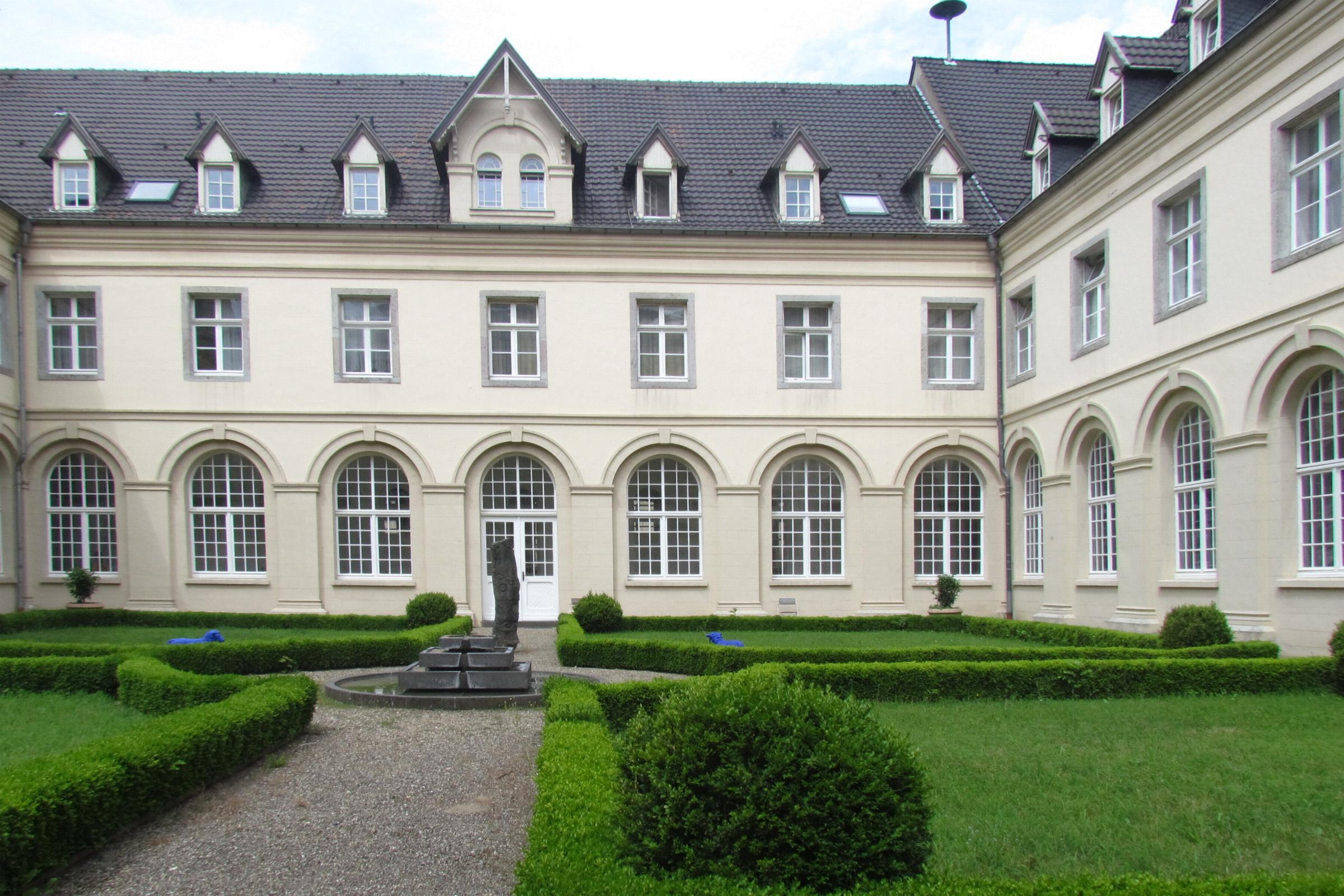
autre cloître

## Sources
- (de)/(en) Cet article est partiellement ou en totalité issu des articles intitulés en allemand « Kloster Knechtsteden » (voir la liste des auteurs) et en anglais « Knechtsteden Abbey » (voir la liste des auteurs).

- (de) « Prämonstratenser in Knechtsteden » (consulté le 21 février 2013)
- (de) « Spirtaner in Knechtsteden » (consulté le 21 février 2013)